# Phytorophaga ventralis
Phytorophaga ventralis är en tvåvingeart som beskrevs av Mario Bezzi 1923. Phytorophaga ventralis ingår i släktet Phytorophaga och familjen parasitflugor. Inga underarter finns listade i Catalogue of Life.